# CYP17A1
سیتوکروم P450 17A1 (استروئید ۱۷آلفا-مونواکسیژناز، ۱۷-آلفا-هیدروکسیلاز، ۲۰٬۱۷-لیاز، ۲۰٬۱۷-دسمولاز) آنزیمی از نوع هیدروکسیلاز است که در انسان توسط ژن CYP17A1 بر روی کروموزوم ۱۰ کد می‌شود. این آنزیم در بسیاری از بافت‌ها و انواع سلول‌ها، از جمله زونا رتیکولاریس و زونا فاسیکولاتای قشر آدرنال و همچنین بافت‌های غدد جنسی بیان می‌شود. هم دارای فعالیت‌های ۱۷آلفا-هیدروکسیلاز و ۲۰٬۱۷-لیاز است و هم یک آنزیم کلیدی در مسیر استروئیدزایی است که پروژستین‌ها، مینرالوکورتیکوئیدها، گلوکوکورتیکوئیدها، آندروژن‌ها و استروژن‌ها را تولید می‌کند. به‌طور خاص، آنزیم روی پرگننولون و پروژسترون برای افزودن یک گروه هیدروکسیل (-OH) در موقعیت کربن 17 (C17) حلقه D استروئید (فعالیت ۱۷آلفا-هیدروکسیلاز، عدد گروه آنزیم 1.14.14.19) عمل می‌کند. یا بر روی ۱۷آلفا-هیدروکسی پروژسترون و 17آلفا-هیدروکسی‌پرگننولون عمل می‌کند تا زنجیره جانبی را از هسته استروئید جدا کند (فعالیت ۱۷٬۲۰-لیاز، عدد گروه آنزیم 1.14.14.32).

## همچنین ببینید
- آنزیم استروئیدوژنیک

## بیشتر خواندن
- Miura K, Yasuda K, Yanase T, Yamakita N, Sasano H, Nawata H, Inoue M, Fukaya T, Shizuta Y (October 1996). "Mutation of cytochrome P-45017 alpha gene (CYP17) in a Japanese patient previously reported as having glucocorticoid-responsive hyperaldosteronism: with a review of Japanese patients with mutations of CYP17". The Journal of Clinical Endocrinology and Metabolism. 81 (10): 3797–801. doi:10.1210/jcem.81.10.8855840. PMID 8855840.
- Miller WL, Geller DH, Auchus RJ (1999). "The molecular basis of isolated 17,20 lyase deficiency". Endocrine Research. 24 (3–4): 817–25. doi:10.3109/07435809809032692. PMID 9888582.
- Strauss JF (November 2003). "Some new thoughts on the pathophysiology and genetics of polycystic ovary syndrome". Annals of the New York Academy of Sciences. 997 (1): 42–8. Bibcode:2003NYASA.997...42S. doi:10.1196/annals.1290.005. PMID 14644808. S2CID 23559461.
- Haider SM, Patel JS, Poojari CS, Neidle S (July 2010). "Molecular modeling on inhibitor complexes and active-site dynamics of cytochrome P450 C17, a target for prostate cancer therapy". Journal of Molecular Biology. 400 (5): 1078–98. doi:10.1016/j.jmb.2010.05.069. PMID 20595043.